# Parafia Świętych Apostołów Piotra i Pawła w Częstochowie
Parafia Świętych Apostołów Piotra i Pawła w Częstochowie – rzymskokatolicka parafia, położona w dekanacie Częstochowa – Najświętszej Maryi Panny Jasnogórskiej, archidiecezji częstochowskiej w Polsce, erygowana w 1947.